# Joubarbe
Sempervivum
Pour la collection de livre, voir collection Sempervivum.
Genre
Classification phylogénétique
Les joubarbes (de jovibarba, « barbe de Jupiter ») — genre Sempervivum — sont de petites plantes de la famille des Crassulacées produisant des rosettes de feuilles charnues accolées les unes aux autres, dont la forme évoque le capitule d'un artichaut. Les fleurs apparaissent en été et sont de couleur rose, rouge ou jaune. Il existe actuellement plus de 4 000 variétés obtenues par hybridation naturelle ou obtenues artificiellement.

## Caractéristiques générales
Ce sont des plantes succulentes très résistantes à la sécheresse et au froid et ne nécessitant presque aucun soin lorsqu'elles sont cultivées. Elles se plaisent dans tout sol bien drainé, même sec et pauvre. Elles supportent tous types d'exposition en climat tempéré. Les joubarbes sont d'une culture très facile, mais en extérieur exclusivement.

### Reproduction
Les joubarbes poussent en touffes de rosettes vivaces mais monocarpiques. Chaque rosette se propage soit asexuellement par rosettes latérales (rejetons, "poule et poussins»), soit en se séparant de la rosette (seulement Jovibarba heuffelii) soit sexuellement par de minuscules graines. Typiquement, chaque plante pousse pendant plusieurs années avant la floraison. Leurs fleurs hermaphrodites ont d'abord une phase de sexe masculin. Puis les étamines se courbent et se dispersent loin des carpelles au centre de la fleur, de sorte que l'auto-pollinisation est assez difficile.
Les fleurs sont rougeâtres, jaunâtres, rosâtres, ou rarement blanchâtres. Chez les Sempervivum, les fleurs sont actinomorphes (comme une étoile) et ont plus de six pétales, tandis que chez les Jovibarba, les fleurs sont campanulées (en forme de cloche) et sont vert-jaune pâle à six pétales. Après la floraison, la plante meurt, laissant généralement une abondante progéniture qu'elle a produite au cours de sa vie.

## Histoire
Les joubarbes sont cultivées depuis la plus haute Antiquité : les Romains leur attribuaient ainsi la faculté d'éloigner la foudre, expression de la colère de Jupiter (d'où le nom de Jovis barba, « barbe de Jupiter »), alors que les anciens Scandinaves leur attribuaient le pouvoir d'éloigner les mauvais esprits de la maison. On plantait de ce fait de la joubarbe sur les toits, et nombre d'églises et de cathédrales gothiques sont ornées de fleurs de joubarbe en pierre. Les feuilles de  joubarbe servaient aussi au Moyen Âge comme émollient sur les blessures. Elles étaient cultivées comme plante médicinale.

## Description

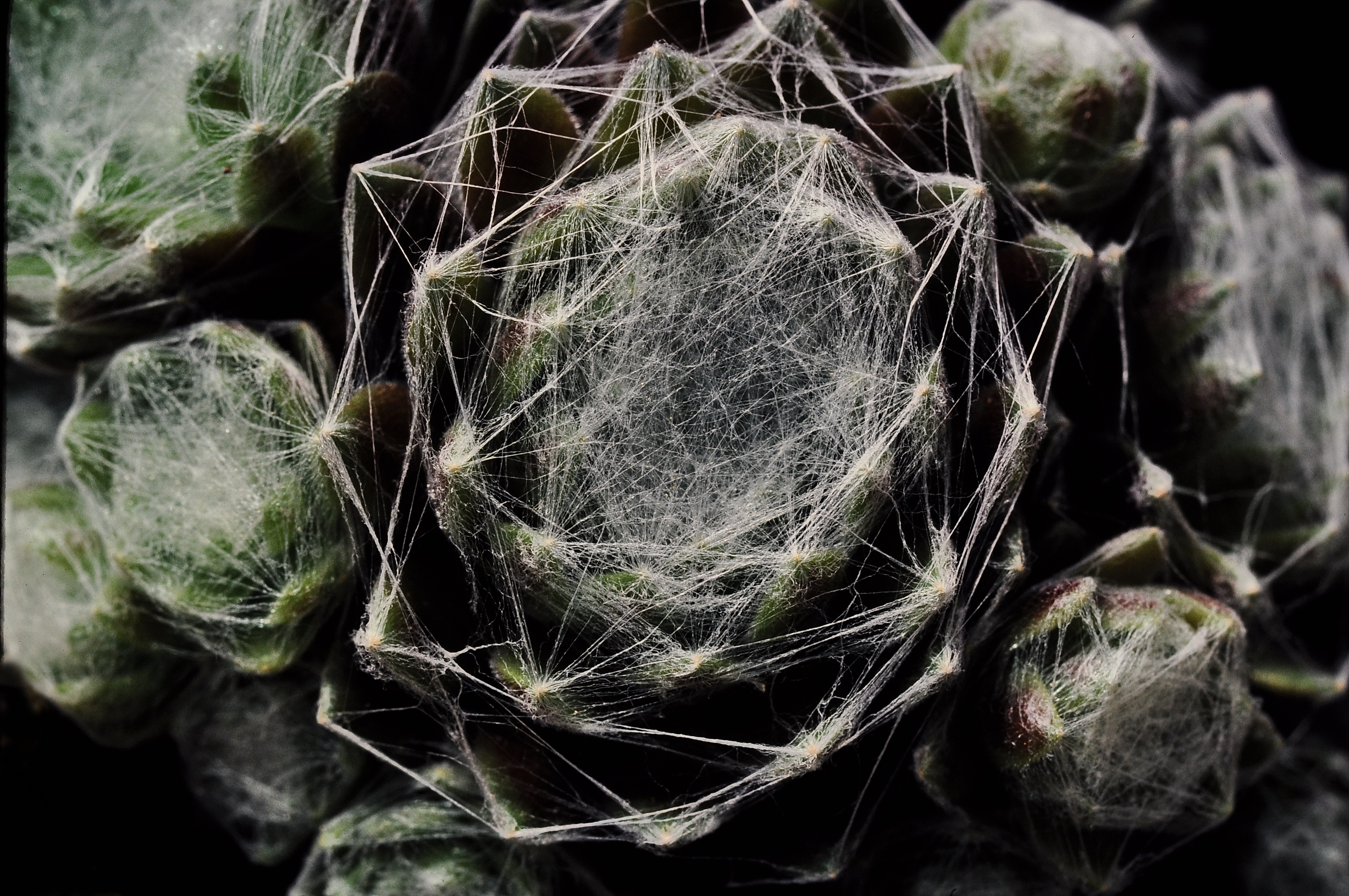
Sempervivum arachnoideum

Les feuilles, riches en eau, se terminent par des piquants rougeâtres ou brunâtres. Les tiges (des stolons) poussent au ras du sol et s'enracinent en produisant de nouvelles plantes. Les racines fibreuses permettent à la plante de s'accrocher sur des surfaces aussi hostiles que des rochers ou des murets de pierre sèche.

## Liste des espèces

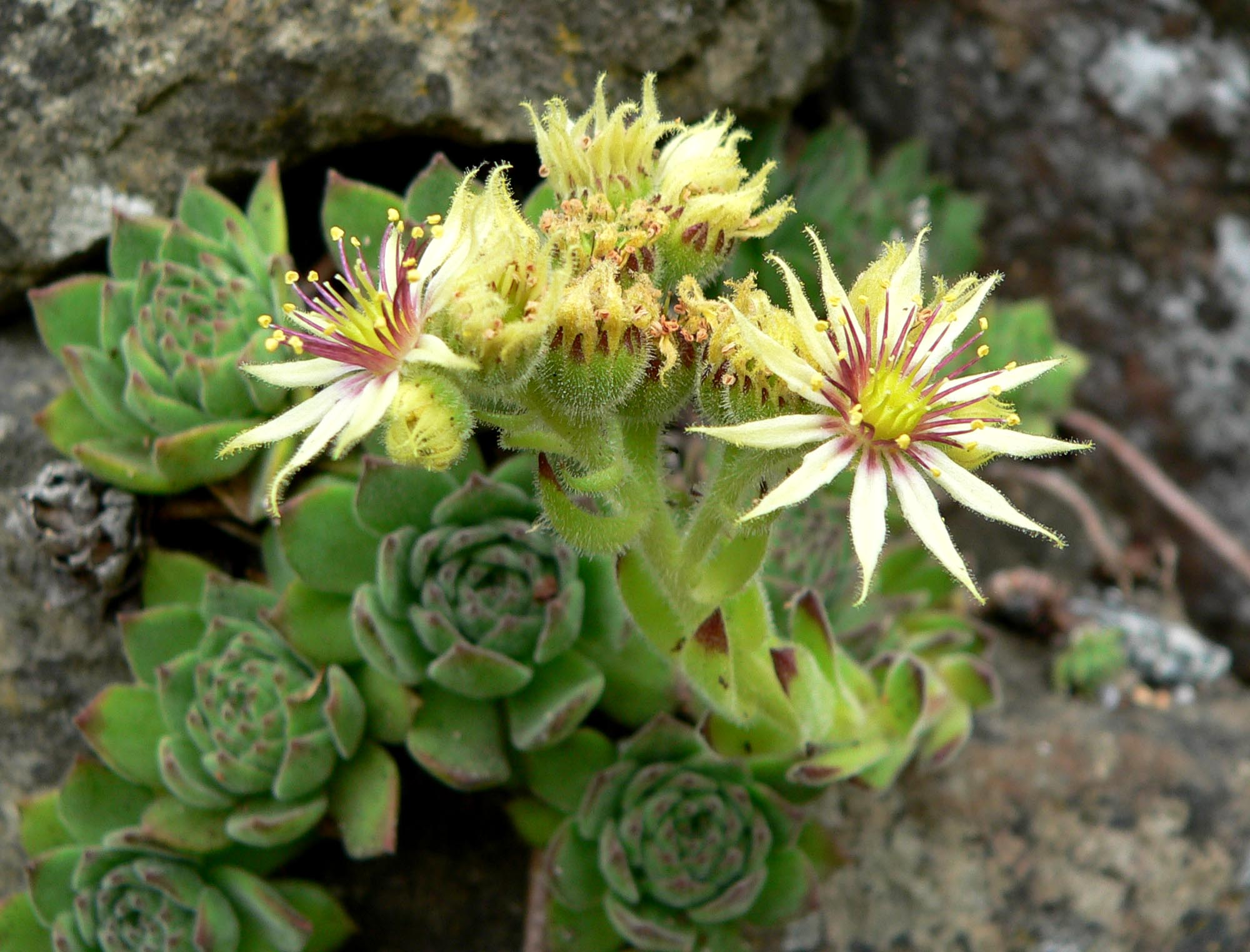
Sempervivum grandiflorum.

- Flore de France (liste non exhaustive)
  - Sempervivum arachnoideum L. — joubarbe à toile d'araignée
  - Sempervivum calcareum Jord. — joubarbe du calcaire
  - Sempervivum montanum L. — joubarbe des montagnes
  - Sempervivum tectorum L. — joubarbe des toits
  - Sempervivum grandiflorum Haw. — joubarbe à grandes fleurs
  - Sempervivum wulfenii Hoppe ex Mertens & Kock — joubarbe de Wulfen
- Toutes les espèces acceptées (The Plant List)
  - Sempervivum armenum
  - Sempervivum calcareum
  - Sempervivum cantabricum
  - Sempervivum carpathicum 
  - Sempervivum caucasicum
  - Sempervivum ciliosum
  - Sempervivum dolomiticum
  - Sempervivum fauconnettii
  - Sempervivum × giuseppii
  - Sempervivum globiferum
  - Sempervivum grandiflorum
  - Sempervivum heuffelii
  - Sempervivum jakucsii
  - Sempervivum kindingeri
  - Sempervivum kosaninii
  - Sempervivum leucanthum
  - Sempervivum macedonicum
  - Sempervivum marmoreum
  - Sempervivum minutum
  - Sempervivum montanum
  - Sempervivum octopodes
  - Sempervivum pittonii
  - Sempervivum rhenanum
  - Sempervivum ruthenicum
  - Sempervivum tectorum
  - Sempervivum × thompsonianum
  - Sempervivum transcaucasicum
  - Sempervivum vicentei
  - Sempervivum wulfenii
  - Sempervivum zeleborii

## Utilisation médicinale
Selon une étude ethnobotanique de Françoise et Grégoire Nicollier (1984) sur les plantes dans la vie quotidienne d'autrefois à Bagnes (où le patois local désignait la plante par les noms tsôli grâ (signifiant « chou gras ») ou föle grisa (signifiant « feuille grasse »), c'est l'une des nombreuses plantes qui étaient utilisées par les bergers et la population locale « en tisane contre la dysenterie » ; le jus de feuilles écrasées soulageait quant à lui les brûlures ainsi que les piqûres d'abeille.
En phytothérapie, la décoction de fleurs de la grande joubarbe est aussi donnée contre la dysenterie, ainsi que contre les maux de tête.

## Images et photographies

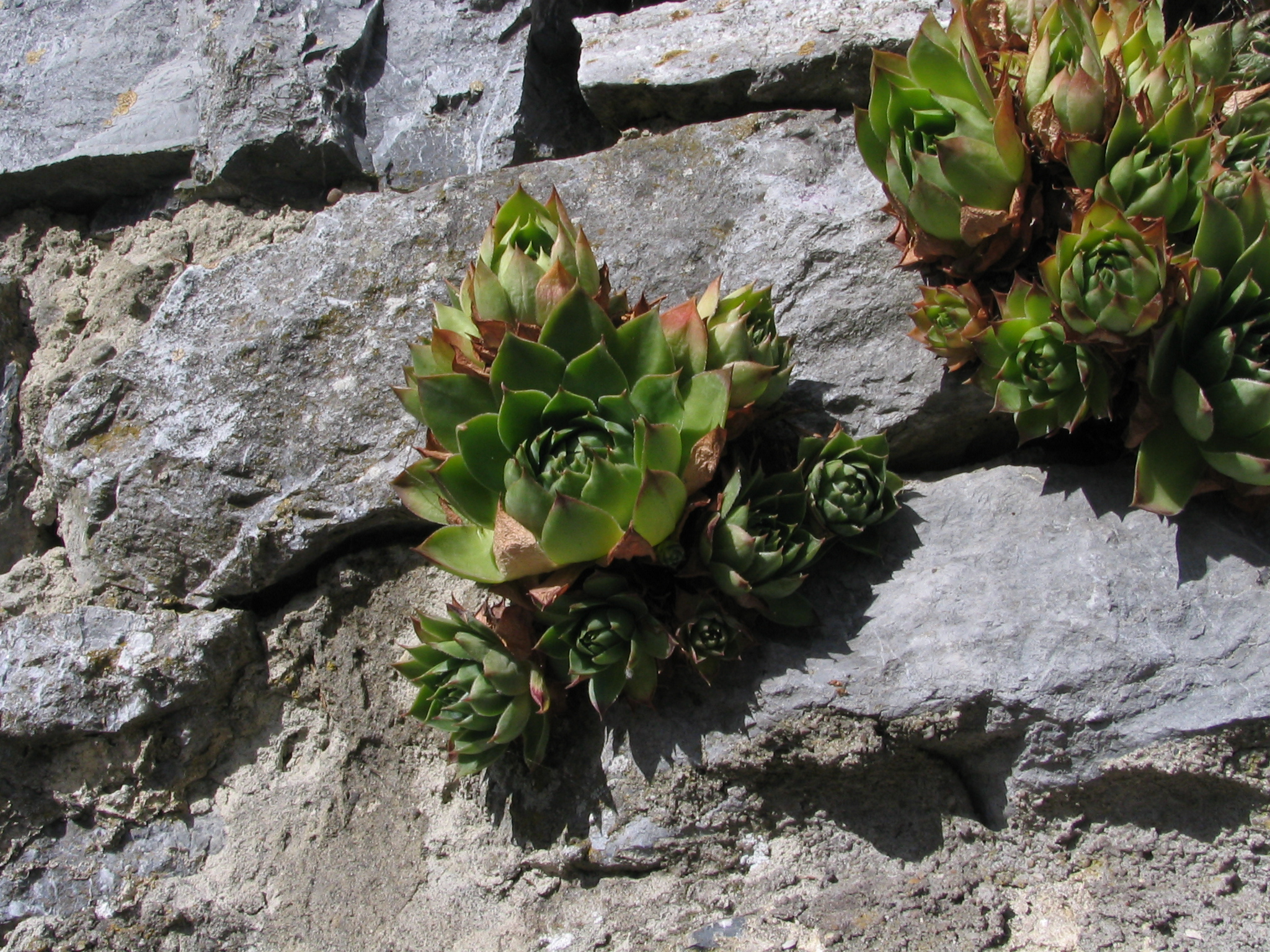
Photo d'une joubarbe prise en Hainaut (Belgique) en 2006
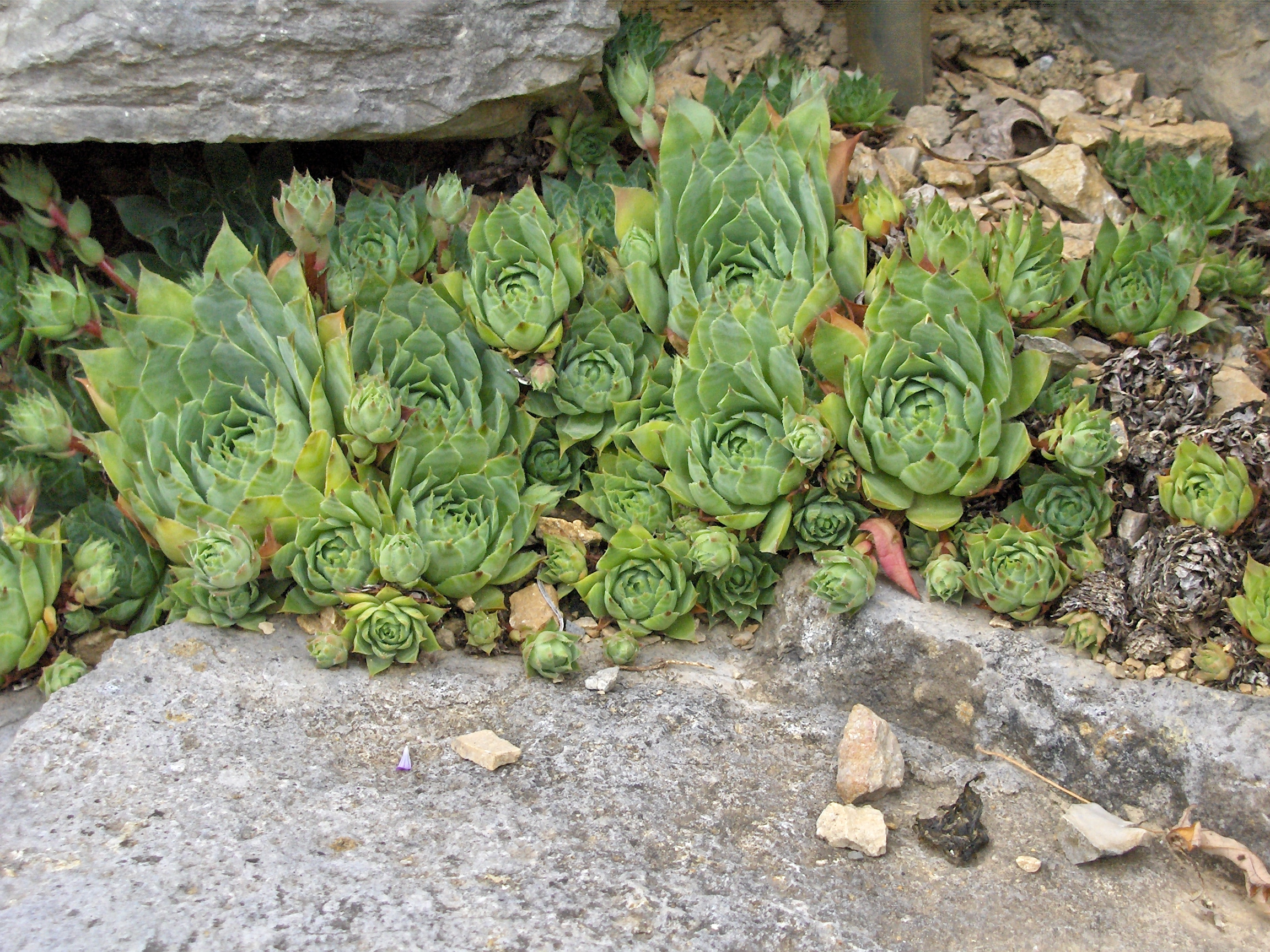
Joubarbe des toits (Sempervivum tectorum)
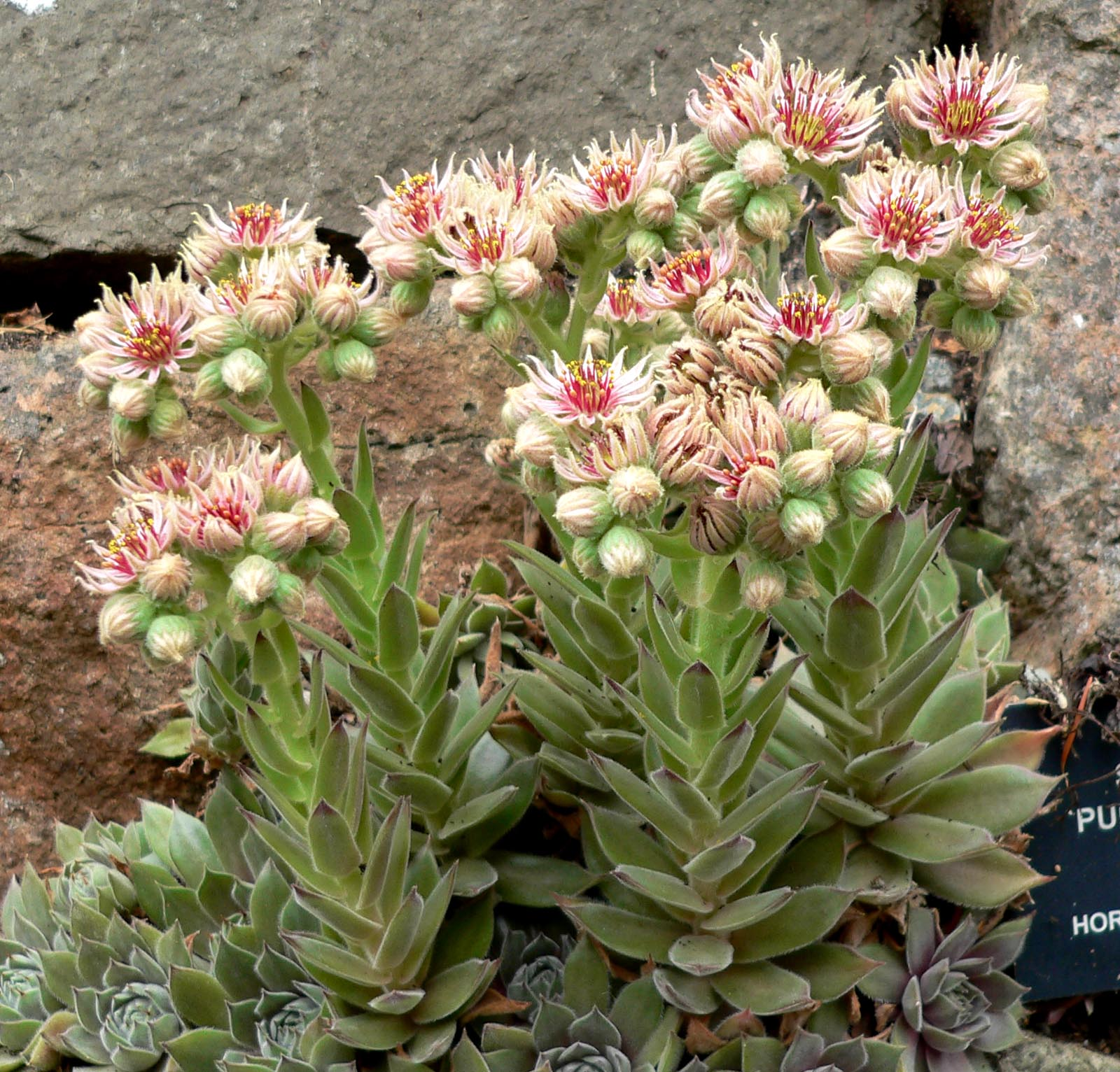
Sempervirum Purdys en fleurs
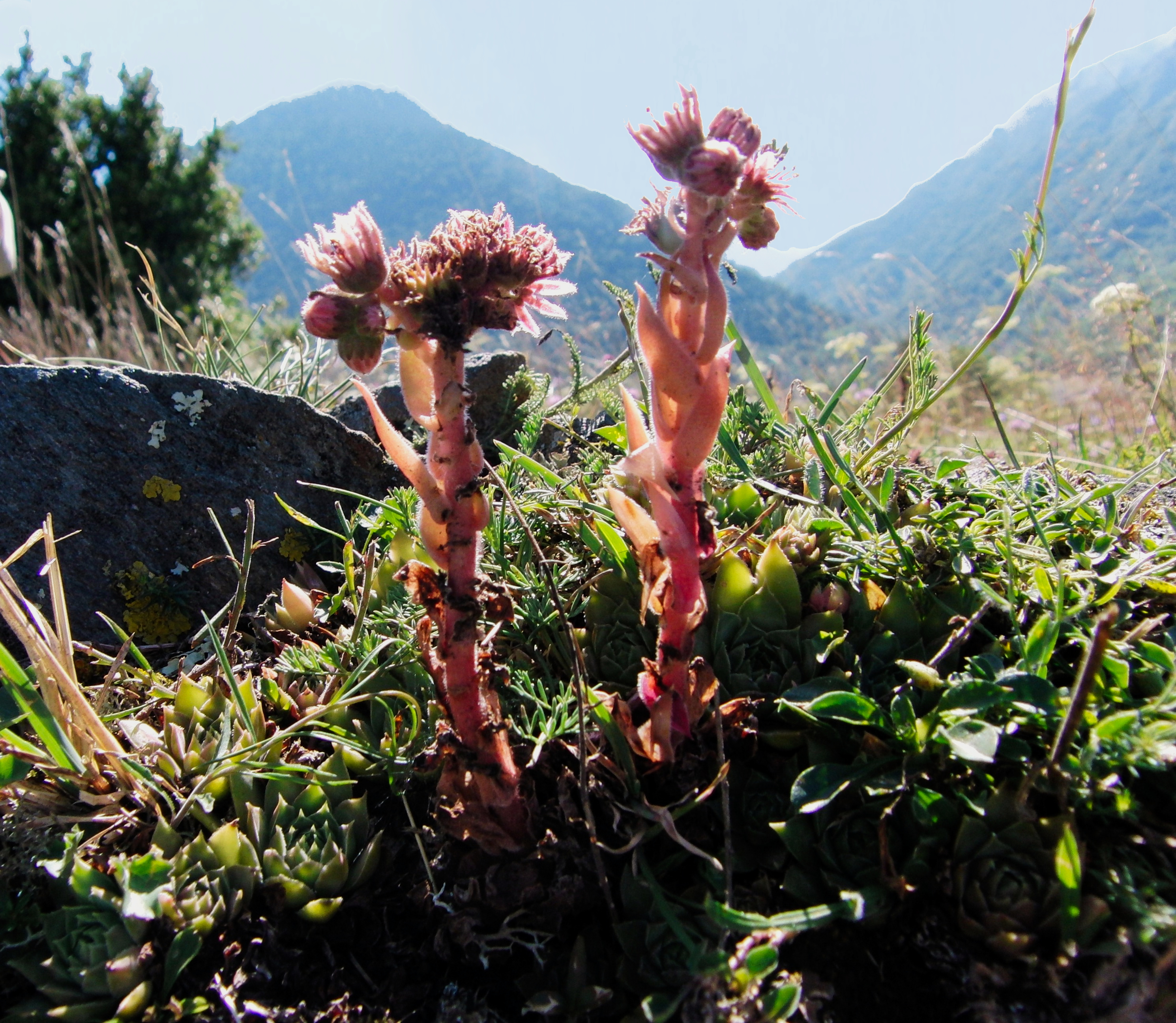
Sempervivum montanum en Vallée d'Aure.-Hautes-Pyrénées.- France.
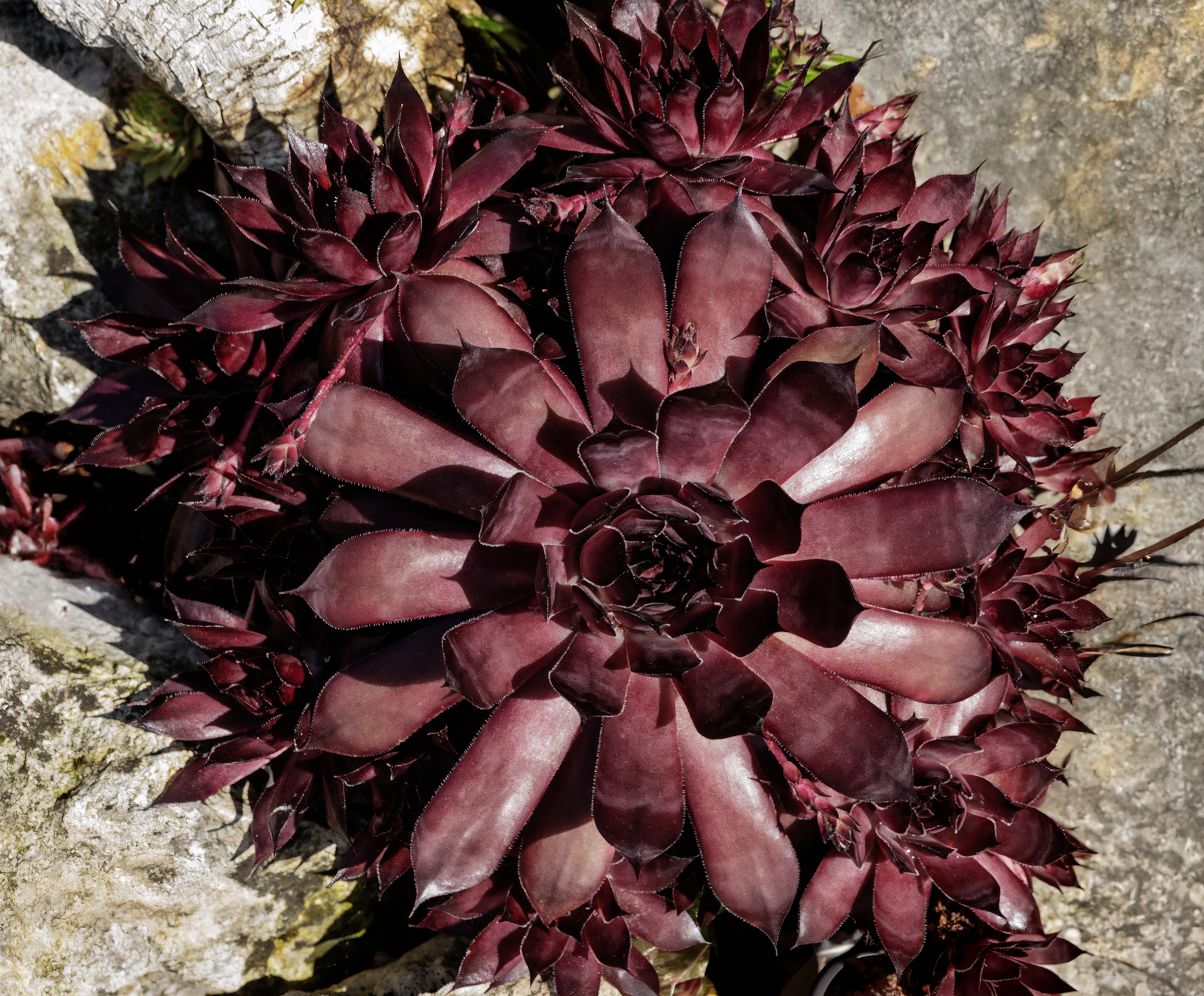
Sempervivum 'Borscht'